# Lutica bengalensis
Lutica bengalensis är en spindelart som beskrevs av Benoy Krishna Tikader och Patel 1975. Lutica bengalensis ingår i släktet Lutica och familjen Zodariidae. Inga underarter finns listade i Catalogue of Life.